# NGC 4183
NGC 4183 ist eine Spiralgalaxie vom Hubble-Typ Sc mit ausgedehnten Sternentstehungsgebieten im Sternbild Jagdhunde am Nordsternhimmel. Sie ist schätzungsweise 44 Millionen Lichtjahre von der Milchstraße entfernt und hat einen Durchmesser von etwa 65.000 Lichtjahren. Die Galaxie hat einen schwach erscheinenden Kern und eine offene Spiralstruktur, die allerdings nicht direkt betrachtet werden kann, da der Blick von der Erde aus, ähnlich wie auch im Falle der Andromedagalaxie, auf die Seite des Objekts fällt. Sie ist Teil des Ursa-Major-Galaxienhaufens und Mitglied der NGC 4051-Gruppe (LGG 269).
Im selben Himmelsareal befindet sich u. a. die Galaxie NGC 4138.
Die Supernova SN 1968U wurde hier beobachtet.
Das Objekt wurde am 14. Januar 1788 von dem Astronomen Wilhelm Herschel entdeckt.